# Paulo Assunção
Pour les articles homonymes, voir Assunção.
Paulo Assunção da Silva est un ancien footballeur brésilien né le 25 janvier 1980 à Cuiabá.
Il est le père de Gustavo Assunção, lui aussi footballeur professionnel.

## Carrière
Il se révèle au poste de milieu défensif dans le club portugais du FC Porto. Paulo Assunçao a mis du temps à s'imposer au FC Porto et a été prêté de nombreuses fois.
Sa bonne saison à l'AEK Athènes convainc l'entraineur du FC Porto de l'époque Co Adriaanse de le faire revenir. Il finit par s'imposer et remplacer efficacement Costinha, parti au Dinamo Moscou.
C'est un milieu défensif endurant et collectif, il compense sa faiblesse technique et son mauvais sens du but par un gros volume de jeu en milieu de terrain. Il est l'un des meilleurs joueurs de son club lors de la saison 2007-2008 où il est encensé par la presse et qualifié de meilleur milieu de terrain défensif du championnat.
Cette saison de la confirmation attire les recruteurs des grands championnats européens dont l'Atlético Madrid qui finit par décrocher sa précieuse signature, officialisée le 6 juillet 2008.

## Palmarès
- FC Porto
  - Vainqueur du Championnat du Portugal (3) : 2006, 2007 et 2008
  - Vainqueur de la Coupe du Portugal : 2006
  - Vainqueur de la Supercoupe du Portugal : 2005
- Atlético de Madrid
  - Vainqueur de la Ligue Europa : 2010
  - Vainqueur de la Supercoupe de l'UEFA : 2010
  - Finaliste de la Coupe d'Espagne : 2010